# Leenderbos, Groote Heide & De Plateaux
Leenderbos, Groote Heide & De Plateaux este o arie protejată (arie de protecție specială avifaunistică — SPA) din Țările de Jos întinsă pe o suprafață de 2.520 ha, integral pe uscat.

## Localizare
Centrul sitului Leenderbos, Groote Heide & De Plateaux este situat la coordonatele 51°19′33″N 5°30′58″E / 51.3258°N 5.5162°E.

## Înființare
Situl Leenderbos, Groote Heide & De Plateaux a fost declarat arie de protecție specială avifaunistică în martie 2000 pentru a proteja 3 specii de animale.

## Biodiversitate
Situată în ecoregiunea atlantică, aria protejată nu include niciun habitat protejat.
La baza desemnării sitului se află mai multe specii protejate de  păsări (3): caprimulg (Caprimulgus europaeus), ciocârlie de pădure (Lullula arborea), mărăcinar negru (Saxicola torquatus).